# Заґлік
Заґлік (вірм. Զագլիկ, азерб. Zəylik) — село у Мартакертському районі Нагірно-Карабаської Республіки. Село розташоване на лівому березі Сарсанського водосховища (річка Трту), між селами Атерк та Акнаберд (останнє входить до Шаумянівського району, хоча і оточене територією Мартакертського району).